# Amungen (Husby socken, Dalarna)
Amungen är en sjö i Hedemora kommun i Dalarna och ingår i Dalälvens huvudavrinningsområde. Sjön har en area på 4,95 kvadratkilometer och ligger 84 meter över havet. Sjön avvattnas av vattendraget Långshytteån (Glasån).

## Delavrinningsområde
Amungen ingår i det delavrinningsområde (670118-150871) som SMHI kallar för Utloppet av Amungen. Medelhöjden är 129 meter över havet och ytan är 38,91 kvadratkilometer. Räknas de 35 avrinningsområdena uppströms in blir den ackumulerade arean 309,57 kvadratkilometer. Långshytteån (Glasån) som avvattnar avrinningsområdet har biflödesordning 2, vilket innebär att vattnet flödar genom totalt 2 vattendrag innan det når havet efter 166 kilometer. Avrinningsområdet består mestadels av skog (57 procent) och jordbruk (18 procent). Avrinningsområdet har 4,94 kvadratkilometer vattenytor vilket ger det en sjöprocent på 12,7 procent. Bebyggelsen i området täcker en yta av 0,34 kvadratkilometer eller 1 procent av avrinningsområdet.